# Даньдун

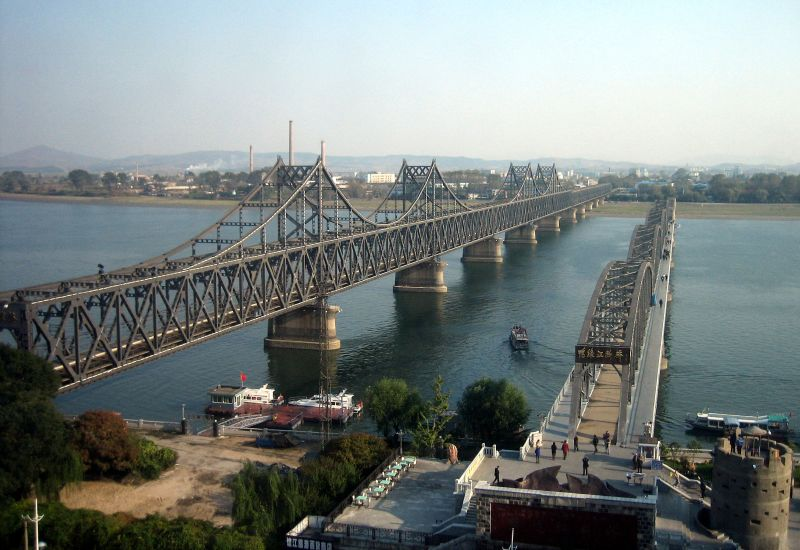
Вид на міст до Північної Кореї в Даньдуні.

Даньду́н (теж Дадунгоу, раніше відоме як Аньдун, кит.: 丹东市) — місто на північному сході Китаю, в провінції Ляонін, порт на річці Ялуцзян, за 24 км від її гирла. Населення 780 тисяч жителів (2004). 
Важливий торговельний центр і вузол шляхів сполучення з Кореєю. Промисловість лісообробна, целюлозна, шовкова, алюмінієва.

## Клімат
Місто знаходиться у зоні, котра характеризується вологим континентальним кліматом зі спекотним літом. Найтепліший місяць — липень із середньою температурою 22.8 °C (73 °F). Найхолодніший місяць — січень, із середньою температурою -6.1 °С (21 °F).
| Клімат Даньдуна         | Клімат Даньдуна | Клімат Даньдуна | Клімат Даньдуна | Клімат Даньдуна | Клімат Даньдуна | Клімат Даньдуна | Клімат Даньдуна | Клімат Даньдуна | Клімат Даньдуна | Клімат Даньдуна | Клімат Даньдуна | Клімат Даньдуна | Клімат Даньдуна |
| Показник                | Січ.            | Лют.            | Бер.            | Квіт.           | Трав.           | Черв.           | Лип.            | Серп.           | Вер.            | Жовт.           | Лист.           | Груд.           | Рік             |
| Середня температура, °C | −6              | −3              | 2               | 9               | 15              | 19              | 23              | 23              | 18              | 11              | 3               | −4              | 9               |
| Норма опадів, мм        | 10              | 11              | 22              | 44              | 72              | 98              | 288             | 248             | 115             | 56              | 34              | 12              | 1009            |
| ----------------------- | --------------- | --------------- | --------------- | --------------- | --------------- | --------------- | --------------- | --------------- | --------------- | --------------- | --------------- | --------------- | --------------- |
| Джерело: Weatherbase    |                 |                 |                 |                 |                 |                 |                 |                 |                 |                 |                 |                 |                 |

## Адміністративний поділ
Префектура поділяється на 3 райони, 2 міста та автономний повіт:
| Карта                                                                  | Карта              | Карта          | Карта            |
| ---------------------------------------------------------------------- | ------------------ | -------------- | ---------------- |
| Фенчен Куаньдянь-Маньчжур Дунган ① ② ③ ① Чженьань ② Юаньбао ③ Чженьсін |                    |                |                  |
| Статус                                                                 | Назва              | Оригінал       | Населення (2020) |
| Район                                                                  | Чженьань           | 振安区         | 189 995          |
| Район                                                                  | Чженьсін           | 振兴区         | 423 538          |
| Район                                                                  | Юаньбао            | 元宝区         | 202 325          |
| Місто                                                                  | Дунган             | 东港市         | 568 566          |
| Місто                                                                  | Фенчен             | 凤城市         | 469 376          |
| Автономний повіт                                                       | Куаньдянь-Маньчжур | 宽甸满族自治县 | 334 636          |